# 16e cérémonie des Oscars
La 16e cérémonie des Oscars du cinéma s'est déroulée le 2 mars 1944 au Grauman's Chinese Theatre à Los Angeles (Californie).

## Palmarès

### Meilleur film
- Casablanca, produit par Warner Bros.
  - Ceux qui servent en mer (In Which We Serve), produit par Two Cities Films
  - Le Chant de Bernadette (The Song of Bernadette), produit par 20th Century Fox
  - Le ciel peut attendre (Heaven Can Wait), produit par 20th Century Fox
  - Et la vie continue (The Human Comedy), produit par Metro-Goldwyn-Mayer
  - L'Étrange Incident (The Ox-Bow Incident), produit par 20th Century Fox
  - Madame Curie, produit par Metro-Goldwyn-Mayer
  - Plus on est de fous (The More the Merrier), produit par Columbia
  - Pour qui sonne le glas (For Whom the Bell Tolls), produit par Paramount
  - Quand le jour viendra (Watch on the Rhine), produit par Warner Bros.

### Meilleur réalisateur
- Michael Curtiz pour Casablanca
  - Ernst Lubitsch pour Le ciel peut attendre (Heaven Can Wait)
  - Clarence Brown pour Et la vie continue (The Human Comedy)
  - George Stevens pour Plus on est de fous (The More the Merrier)
  - Henry King pour Le Chant de Bernadette (The Song of Bernadette)

### Meilleur acteur
- Paul Lukas pour le rôle de Kurt Muller dans Quand le jour viendra (Watch on the Rhine)
  - Humphrey Bogart pour le rôle de Rick Blaine dans Casablanca
  - Gary Cooper pour le rôle de Robert Jordan dans Pour qui sonne le glas (For Whom the Bell Tolls)
  - Walter Pidgeon pour le rôle de Pierre Curie dans Madame Curie
  - Mickey Rooney pour le rôle de Homer Macauley dans Et la vie continue (The Human Comedy)

### Meilleure actrice
- Jennifer Jones pour le rôle de Bernadette Soubirous dans Le Chant de Bernadette (The Song of Bernadette)
  - Jean Arthur pour le rôle de Constance Milligan dans Plus on est de fous (The More the Merrier)
  - Ingrid Bergman pour le rôle de Maria dans Pour qui sonne le glas (For Whom the Bell Tolls)
  - Joan Fontaine pour le rôle de Tessa Sanger dans Tessa, la nymphe au cœur fidèle (The Constant Nymph)
  - Greer Garson pour le rôle de Marie Curie dans Madame Curie

### Meilleur acteur dans un second rôle
- Charles Coburn pour le rôle de Benjamin Dingle dans Plus on est de fous (The More the Merrier)
  - Claude Rains pour le rôle du capitaine Renault dans Casablanca
  - Akim Tamiroff pour le rôle de Pablo dans Pour qui sonne le glas (For Whom the Bell Tolls)
  - J. Carrol Naish pour le rôle de Giuseppe dans Sahara
  - Charles Bickford pour le rôle de Dominique Peyramale dans Le Chant de Bernadette (The Song of Bernadette)

### Meilleure actrice dans un second rôle
- Katína Paxinoú pour le rôle de Pilar dans Pour qui sonne le glas (For Whom the Bell Tolls)
  - Paulette Goddard pour le rôle du lieutenant Joan O'Doul dans Les Anges de miséricorde (So Proudly We Hail!)
  - Gladys Cooper pour le rôle de Sœur Marie-Thérèse Vauzous dans Le Chant de Bernadette (The Song of Bernadette)
  - Anne Revere pour le rôle de Louise Soubirous dans Le Chant de Bernadette (The Song of Bernadette)
  - Lucile Watson pour le rôle de Fanny Farrelly dans Quand le jour viendra (Watch on the Rhine)

### Meilleur scénario original
- Norman Krasna pour La Petite Exilée (Princess O'Rourke)
  - Dudley Nichols pour Air Force
  - Noel Coward pour Ceux qui servent en mer (In Which We Serve)
  - Lillian Hellman pour L'Étoile du Nord (The North Star)
  - Allan Scott pour Les Anges de miséricorde (So Proudly We Hail!)

### Meilleur scénario adapté
- Philip G. Epstein, Julius J. Epstein et Howard Koch pour Casablanca, d'après la pièce Everybody Comes to Rick's (en) de Murray Burnett et Joan Alison
  - Nunnally Johnson pour Deux Grains de beauté (Holy Matrimony), d'après le roman Buried Alive de Arnold Bennett
  - Richard Flournoy, Lewis R. Foster, Frank Ross et Robert Russell pour Plus on est de fous (The More the Merrier), d'après une histoire de Frank Ross et Robert Russell
  - George Seaton pour Le Chant de Bernadette (The Song of Bernadette), d'après le roman The Song of Bernadette de Franz Werfel
  - Dashiell Hammett pour Quand le jour viendra (Watch on the Rhine), d'après la pièce de théâtre Watch on the Rhine de Lillian Hellman

### Meilleure histoire originale
- William Saroyan pour Et la vie continue (The Human Comedy)
  - Guy Gilpatric pour Convoi vers la Russie (Action in the North Atlantic)
  - Steve Fisher pour Destination Tokyo
  - Frank Ross et Robert Russell pour Plus on est de fous (The More the Merrier)
  - Gordon McDonell pour L'Ombre d'un doute (Shadow of a Doubt)

### Meilleurs décors
Noir et blanc
- Le Chant de Bernadette (The Song of Bernadette) – Directeurs artistiques : James Basevi et William S. Darling - Chef décorateur : Thomas Little
  - Les Cinq Secrets du désert (Five Graves to Cairo) – Directeurs artistiques : Hans Dreier et Ernst Fegté - Chef décorateur : Bertram C. Granger (en)
  - Perdue sous les tropiques (Flight for Freedom) – Directeurs artistiques : Albert S. D'Agostino et Carroll Clark - Chefs décorateurs : Darrell Silvera et Harley Miller (en)
  - Madame Curie – Directeurs artistiques : Cedric Gibbons et Paul Groesse - Chefs décorateurs : Edwin B. Willis et Hugh Hunt
  - Mission à Moscou (Mission to Moscow) – Directeur artistique : Carl Jules Weyl - Chef décorateur : George James Hopkins
  - L’Étoile du Nord (The North Star) – Directeur artistique : Perry Ferguson - Chef décorateur : Howard Bristol (en)

Couleur
- Le Fantôme de l’Opéra (Phantom of the Opera) – Directeurs artistiques : Alexander Golitzen et John B. Goodman - Chefs décorateurs : Russell A. Gausman et Ira S. Webb
  - Pour qui sonne le glas (For Whom the Bell Tolls) – Directeurs artistiques : Hans Dreier et Haldane Douglas (en) - Chef décorateur : Bertram C. Granger (en)
  - Banana Split (The Gang’s All Here) – Directeurs artistiques : James Basevi et Joseph C. Wright - Chef décorateur : Thomas Little
  - C'est ça l'armée ! (This Is the Army) – Directeurs artistiques : John Hughes (en) et John Koenig - Chef décorateur : George James Hopkins
  - La Parade aux étoiles (Thousands Cheer) – Directeurs artistiques : Cedric Gibbons et Daniel B. Cathcart - Chefs décorateurs : Edwin B. Willis et Jacques Mersereau (en)

### Meilleure photographie
Noir et blanc
- Arthur C. Miller pour Le Chant de Bernadette (The Song of Bernadette)
  - James Wong Howe, Elmer Dyer, Charles A. Marshall pour Air Force
  - Arthur Edeson pour Casablanca
  - Tony Gaudio pour Corvette K-225
  - John Seitz pour Les Cinq Secrets du désert (Five Graves to Cairo)
  - Harry Stradling pour Et la vie continue (The Human Comedy)
  - Joseph Ruttenberg pour Madame Curie
  - James Wong Howe pour L'Étoile du Nord (The North Star)
  - Rudolph Maté pour Sahara
  - Charles Lang pour Les Anges de miséricorde (So Proudly We Hail!)

Couleur
- Hal Mohr et W. Howard Greene pour Le Fantôme de l’Opéra (Phantom of the Opera)
  - Ray Rennahan pour Pour qui sonne le glas (For Whom the Bell Tolls)
  - Edward Cronjager pour Le ciel peut attendre (Heaven Can Wait)
  - Charles G. Clarke et Allen Davey pour Hello Frisco, Hello
  - Leonard Smith pour Fidèle Lassie (Lassie Come Home)
  - George Folsey pour La Parade aux étoiles (Thousands Cheer)

### Meilleur montage
- George Amy pour Air Force
  - Owen Marks pour Casablanca
  - Doane Harrison pour Les Cinq Secrets du désert (Five Graves to Cairo)
  - Sherman Todd et John Link pour Pour qui sonne le glas (For Whom the Bell Tolls)
  - Barbara McLean pour Le Chant de Bernadette (The Song of Bernadette)

### Meilleur son
- Stephen Dunn (RKO Radio Studio Sound Department) pour Vivre libre (This Land Is Mine)
  - Jack Whitney (Sound Service) pour Les bourreaux meurent aussi (Hangmen Also Die)
  - Daniel J. Bloomberg (en) (Republic Studio Sound Department) pour La Ruée sanglante (In Old Oklahoma)
  - Douglas Shearer (Metro-Goldwyn-Mayer Studio Sound Department) pour Madame Curie
  - Thomas T. Moulton (Samuel Goldwyn Studio Sound Department) pour L'Étoile du Nord (The North Star)
  - Bernard B. Brown (Universal Studio Sound Department) pour Le Fantôme de l'Opéra (Phantom of the Opera)
  - Loren L. Ryder (Paramount Studio Sound Department) pour Le Rodéo de l'amour (Riding High)
  - John P. Livadary (Columbia Studio Sound Department) pour Sahara
  - C. O. Slyfield (Walt Disney Studio Sound Department) pour Saludos Amigos
  - James L. Fields (en) (RCA Sound) pour So This Is Washington
  - Edmund H. Hansen (20th Century-Fox Studio Sound Department) pour Le Chant de Bernadette (The Song of Bernadette)
  - Nathan Levinson ( Warner Bros. Studio Sound Department) pour C'est ça l'armée ! (This Is the Army)

### Meilleure musique de film (film dramatique ou comédie)
- Alfred Newman pour Le Chant de Bernadette (The Song of Bernadette)
  - Frank Skinner et Hans J. Salter pour The Amazing Mrs. Holliday
  - Max Steiner pour Casablanca
  - Morris Stoloff et Louis Gruenberg pour Le commando frappe à l'aube (Commandos Strike at Dawn)
  - Roy Webb et Constantin Bakaleinikoff pour Nid d'espions (The Fallen Sparrow)
  - Victor Young pour Pour qui sonne le glas (For Whom the Bell Tolls)
  - Hanns Eisler pour Les bourreaux meurent aussi (Hangmen Also Die)
  - Phil Boutelje (en) pour Hi Diddle Diddle
  - Walter Scharf pour La Ruée sanglante (In Old Oklahoma)
  - Leigh Harline pour Johnny le vagabond (Johnny Come Lately)
  - Gerard Carbonara pour Le Cavalier du Kansas (The Kansan)
  - Arthur Lange pour L'Étrangleur (Lady of Burlesque)
  - Herbert Stothart pour Madame Curie
  - Dimitri Tiomkin pour L'Envoûté (The Moon and Sixpence)
  - Aaron Copland pour L'Étoile du Nord (The North Star)
  - Edward H. Plumb, Paul J. Smith et Oliver Wallace pour Victoire dans les airs (Victory through Air Power)

### Meilleure musique de film (film musical)
- Ray Heindorf pour C'est ça l'armée ! (This Is the Army)
  - Alfred Newman pour L'Île aux plaisirs (Coney Island)
  - Walter Scharf pour Hit Parade of 1943
  - Edward Ward pour Le Fantôme de l'Opéra (Phantom of the Opera)
  - Charles Wolcott, Edward H. Plumb et Paul J. Smith pour Saludos Amigos
  - Leigh Harline pour L'Aventure inoubliable (The Sky's the Limit)
  - Morris Stoloff pour Something to Shout About
  - Fred Rich (en) pour Le Cabaret des étoiles (Stage Door Canteen)
  - Robert Emmett Dolan pour Au pays du rythme (Star Spangled Rhythm)
  - Herbert Stothart pour La Parade aux étoiles (Thousands Cheer)

### Meilleure chanson
- You'll Never Know dans Hello Frisco, Hello – Musique : Harry Warren ; paroles : Mack Gordon (en)
  - Change of Heart dans Hit Parade of 1943 – Musique : Jule Styne ; paroles : Harold Adamson
  - Happiness is a Thing Called Joe dans Un petit coin aux cieux (Cabin in the Sky) – Musique : Harold Arlen ; paroles : E.Y. Harburg
  - My Shining Hour dans L'Aventure inoubliable (The Sky's the Limit) – Musique : Harold Arlen ; paroles : Johnny Mercer
  - Saludos Amigos dans Saludos Amigos – Musique : Charles Wolcott ; paroles : Ned Washington
  - Say a Prayer for the Boys Over There dans Liens éternels (Hers to Hold) – Musique : Jimmy McHugh ; paroles : Herb Magidson
  - That Old Black Magic dans Au pays du rythme (Star Spangled Rhythm) – Musique : Harold Arlen ; paroles : Johnny Mercer
  - They're Either Too Young or Too Old dans Remerciez votre bonne étoile (Thank Your Lucky Stars) – Musique : Arthur Schwartz ; paroles : Frank Loesser
  - We Mustn't Say Good Bye dans Le Cabaret des étoiles (Stage Door Canteen) – Musique : James V. Monaco (en) ; paroles : Al Dubin
  - You'd Be So Nice to Come Home To dans Something to Shout About – Paroles et musique : Cole Porter

### Meilleur film documentaire
- Victoire du désert (Desert Victory) de David MacDonald (Ministère de l'Information (Royaume-Uni))
  - Baptism of Fire (en) (United States Army)
  - The Battle of Russia (en) de Frank Capra et Anatole Litvak (United States Department of War Special Service Division)
  - Report from the Aleutians de John Huston (United States Army Pictorial Service)
  - War Department Report (en) de Oliver Lundquist (en) (United States Office of Strategic Services Field Photographic Bureau)

### Meilleurs effets spéciaux
- Requins d'acier (Crash Dive) - Photographie : Fred Sersen (en) - Son : Roger Heman Sr. (en)
  - Air Force - Photographie : Hans F. Koenekamp (en), Rex Wimpy (en) - Son : Nathan Levinson
  - Bombardier - Photographie : Vernon L. Walker (en) - Son : James G. Stewart (en), Roy Granville (en)
  - L'Étoile du Nord (The North Star) - Photographie : Clarence Slifer (en), Ray Binger (en) - Son : Thomas T. Moulton
  - Les Anges de miséricorde (So Proudly We Hail!) - Photographie : Gordon Jennings, Farciot Edouart - Son : George Dutton (en)
  - Le Cargo des innocents (Stand By for Action) - Photographie : A. Arnold Gillespie (en), Donald Jahraus (en) - Son : Michael Steinore (en)

### Meilleur court métrage en prises de vues réelles
Une bobine
- Amphibious Fighters de Jack Eaton (en)
  - Cavalcade of Dance (en) de Jean Negulesco
  - Champions Carry On (en) de Arthur Lincer
  - Hollywood in Uniform (en) de Ralph Staub
  - Seeing Hands (en) de Gunther von Fritsch

Deux bobines
- Heavenly Music (en) de Josef Berne (en)
  - Letter to a Hero (en)
  - Mardi Gras (en) de Hugh Bennett
  - Women at War (en) de Jean Negulesco

### Meilleur court métrage documentaire
- December 7th (United States Army)
  - Children of Mars (en) (RKO Radio)
  - Plan for Destruction (en) (Metro-Goldwyn-Mayer)
  - Swedes in America (United States Office of War Information)
  - To the People of the United States (en) (Walter Wanger)
  - Tomorrow We Fly (en) (United States Navy Bureau of Aeronautics)
  - Youth in Crisis (en) (The March of Time (en))

### Meilleur court métrage d'animation
- La souris part en guerre (The Yankee Doodle Mouse) de Joseph Barbera et William Hanna
  - The Dizzy Acrobat (en) (série Woody Woodpecker) de Alex Lovy
  - Five Hundred Hats of Bartholomew Cubbins (série George Pal Puppetoon) de George Pal
  - Greetings Bait de Friz Freleng
  - Imagination de Bob Wickersham
  - Reason and Emotion de Bill Roberts

## Oscars d'honneur
- George Pal

## Oscar en mémoire d'Irving Thalberg
- Hal B. Wallis

## Statistiques

### Récompenses multiples
- 4 Oscars : Le Chant de Bernadette
- 3 Oscars : Casablanca
- 2 Oscars : Le Fantôme de l’Opéra

### Nominations multiples
- 12 nominations : Le Chant de Bernadette
- 9 nominations : Pour qui sonne le glas
- 8 nominations : Casablanca
- 7 nominations : Madame Curie
- 6 nominations : Plus on est de fous, L'Étoile du Nord
- 5 nominations : Et la vie continue
- 4 nominations : Quand le jour viendra, Les Anges de miséricorde, Air Force, Le Fantôme de l’Opéra
- 3 nominations : Le ciel peut attendre, Sahara, Parade aux étoiles, Les Cinq Secrets du désert, Saludos Amigos
- 2 nominations : Ceux qui servent en mer, Les bourreaux meurent aussi, La Ruée sanglante, Hello Frisco, Hello, Hit Parade of 1943, L'Aventure inoubliable, Au pays du rythme, Le Cabaret des étoiles, Something to Shout About